# 旭滨站
旭濱站（日语：／ Asahihama eki */?）曾經是北海道旅客鐵道室蘭本線的一個車站，位於北海道山越郡長萬部町，因使用人數一直偏低，於2006年3月18日起隨時間表改正而遭廢站。廢站前，部份班次列車已經不停靠本站。

## 廢站前的配置
與附近的北舟岡站一樣，最初為信號場供列車交換之用，後來室蘭本線開展複線化工程，本段完成後，增設了臨時旅客乘車處，變為臨時停車場，1987年4月隨國鐵分割民營化昇格為車站，可惜周邊居民一直不算多，車站只維持了約20年後便遭廢站。
廢站前設有側式月台2個，為非對稱的「千鳥式」佈局，月台之間以平交道站外連接月台的前端部份，有效長度只有1輛。如當較長編成的列車到站時，則只使用最前端的1節上落。月台為全露天配置，除了站牌外，就連月台背邊的圍欄等設備均一概欠奉。至於離上行月台不遠的位置，有一座矮小的建築物，並有趟門、窗戶及防風圍板等裝備，屬鐵路相關建築物。廢站後，月台部份於同年8月拆除，但該矮小建築物至2014年為止仍然存在。
| 月台                | 路線       | 方向 | 前往             | 備註                                       |
| ------------------- | ---------- | ---- | ---------------- | ------------------------------------------ |
| 海側 （國道37號旁） | ■ 室蘭本線 | 下行 | 長萬部方向       | 原來車站出入口，建築物所在地，廢站前1日5班 |
| 山側                | ■ 室蘭本線 | 上行 | 東室蘭、室蘭方向 | 廢站前1日4班                               |

## 歷史
- 1943年9月25日：日本國有鐵道旭濱信號場開設。
- 1969年9月20日：長萬部～靜狩間複線化，旭濱信號場廃止。改為「旭浜臨時車站」。
- 時期不詳：無人化。
- 1987年4月1日：國鐵分割民營化，車站由JR北海道繼承，同時昇格為車站。
- 1990年3月10日：設定營業里數。
- 2006年：

- 3月18日：利用者過少，廢站。
- 8月下旬：完成拆除站內設施。

## 相鄰車站
北海道旅客鐵道
室蘭本線
長萬部－旭濱－靜狩